# Réthey-Prikkel Lajos
Réthey-Prikkel Lajos (Kecskemét, 1925. január 20. — Tahitótfalu, 2009. augusztus 23.) tanár.

## Élete
1925. január 20-án Kecskemét közelében, Talfája pusztán született. Középiskolai tanár, kriminálpedagógus, etnográfus, cserkész- és úttörővezető. Első felesége Csősz Ilona tanítónő, közös gyermekeik: Lajos, Gábor és Zsuzsanna. Második felesége Nagy Judit tanítónő, gyermekeik: Zsolt és Tibor.
A kecskeméti tanyavilágból indult, édesapja tanyasi tanító volt. A középiskolát a kecskeméti református kollégiumban végezte, már ebben az időben aktív regöscserkész volt, csapaton kívüli feladatokat is megoldott. Diplomáit az ELTÉ-n, a Közgazdaságtudományi Egyetemen és a Pázmány Péter Tudomány Egyetemen szerezte. Budapesti bölcsészhallgatóként tagja volt a Magyar Cserkészszövetség szélesebb országos vezetőségének. 1944 őszén egyik szervezője lett az antifasiszta nemzeti ellenállás „Táncsics” egyetemi zászlóaljának, egyik bevetésükön súlyosan meg is sebesült. 
1946 és 1949 között a NÉKOSZ Szabó Dezső Kollégiumának igazgatójaként dolgozott. Az ötvenes években Budapest VIII. kerületi tanácsának elnök-helyettese, majd megbízott tanácselnöke volt. 1953-ban váratlanul „jóindulatú” felszólítást kap, hogy változtassa meg a családi nevét, mert napjainkban már nem illik és nem is lehet valaki ilyen arisztokratikus és ráadásul még kettős nemesi vezetéknévvel tanácsi tisztségviselő. Ekkor vezeték nevét Rétei-re változtatja, eredeti családi nevét 1990-ben kapja vissza.
Az 1956-os forradalomban aktív szervezőmunkát végzett különböző forradalmi bizottságokban, ezért többéves börtönbüntetést kapott. Szabadulása után éveken át csak segédmunkásként, betanított munkásként dolgozhatott. A diktatúra enyhülése során megengedték, hogy pedagógusként dolgozzon, ekkor a gyerekek iránti szeretettől vezetve az egyik kőbányai iskolában vállalta az úttörőcsapat vezetését. 
1961-ben házasságot köt második feleségével Nagy Judit tanítónővel Balatonfüreden. 1963-ban költöztek Szentendrére, ekkor a budapesti Szlávy utcai Átmeneti Ifjúsági Nevelő Otthonba helyezik át, ahol először kerül kapcsolatba a gyermek- és ifjúság védelemmel. 1964-ben kezd Szentendrén tanítani, ahol a tanítás mellett vállalja az úttörőcsapat vezetését is. Hosszas szervevő munkájának köszönhetően 1966-ban az ő vezetésével kezdte meg működését a Szentendrei Ráby Mátyás Úttörőcsapat Magyar László vízitelep. 
Bekapcsolódott a Hazafias Népfront védőszárnyai alatt szerveződő civilszervezetek, irodalmi társaságok munkájába, elsősorban a leányfalui Móricz Zsigmond Társaság vezetésébe. 1972-ben az egykori népi kollégisták megalakították a „Fényes Szellők” Baráti Kört a NÉKOSZ pozitív hagyományainak a reformmozgalmakba való beépítésére. A rendszerváltás évében újjáalakuló cserkészmozgalomnak Réthey Prikkel Lajos alapítója, vezetője, a Magyar Cserkészcsapatok Szövetségének országos intézőbizottsági tagja lett. Vezetőként a többi cserkészszövetséggel és demokratikus gyermekszervezettel való együttműködést szorgalmazta. Életének 85. évében, 2009. augusztus 23-án hunyt el.

## A nevéhez köthető kiadványok
- A Móricz Zsigmond társaság emlékkönyve 2003 (Szerzők: Réthey Prikkel Lajos, Móricz Imre, Serfőző Simon, Gortvay Erzsébet, Kopré József) (https://www.antikvarium.hu/konyv/a-moricz-zsigmond-tarsasag-emlekkonyve-1137751-0)
- Dunakanyari emlékek (Szerző: Balla Benjamin, Lektor: Réthey-Prikkel Lajos) https://www.antikvarium.hu/konyv/dunakanyari-emlekek-dedikalt-peldany-732991-0
- 1 nap Szentendrén (szerző) https://www.antikvarium.hu/konyv/1-nap-szentendren-633400-0
- Karácsony Sándor a pedagógus (Szerzők: Horváth Sándorné, Jeneiné Egri Izabella, Heltai Miklós, Gellért Gyula, Réthey Prikkel Lajos, Miklóssy Endre, Dankó Imre
- Szolgálatban (Önéletrajz)